# Diplonevra unisetalis
Diplonevra unisetalis är en tvåvingeart som beskrevs av Schmitz 1935. Diplonevra unisetalis ingår i släktet Diplonevra och familjen puckelflugor. Arten är reproducerande i Sverige. Inga underarter finns listade i Catalogue of Life.